# Peder Seuerentsøn (Skrivare)
Peder Seuerentsøn skall ha varit slottsskrivare på Varbergs slott, men det kan inte bevisas då hans namn inte återfinns i räkenskaperna. Säkert är att han var länsman i Vallda socken i Fjäre härad 1610–1611 och kanske även 1612. Han kan ha varit länsman även före 1610, men räkenskaperna för denna tid saknas, så det kan inte fastställas. 1613 fanns en annan länsman i socknen. Han kallas ofta Peder Skrivare, varför tanken att han var slottsskrivare skall ha uppstått. Han kan naturligtvis också ha varit tingsskrivare.
Emellertid är det rimligt att anta att Peder hade någon slags anknytning till Varberg, eftersom han donerade ungefär halva sin avkastning till skolan och de fattiga, de husarme, i staden. I sitt testamente, daterat den 24 mars 1619, donerade Peder Seuerentsøn och hans hustru Karine Lauritzdaater ett årligt belopp till de husarme.
Det är känt att Peder ägde gods i Vallda socken och var en rik man. Han lånade ut pengar till bönderna i trakten och bedrev fastighetsaffärer.